# Inyección canónica

A es un subconjunto de B, y B es un superconjunto de A.

En álgebra abstracta, si {\displaystyle A} es un subconjunto de {\displaystyle B}, entonces la inyección o inclusión canónica (también conocida como función de inclusión, o mapa de inclusión) es la función {\displaystyle i} que envía a cada elemento {\displaystyle x} de {\displaystyle A,} a {\displaystyle x}, tratado como un elemento de {\displaystyle B}:
{\displaystyle {\begin{array}{rccl}i:&A&\longrightarrow &B\\&x&\longmapsto &x=i(x)\end{array}}}
A menudo se utiliza la «flecha enganchada» {\displaystyle \hookrightarrow } en lugar de la flecha de la función de arriba para denotar una inyección canónica.
Esta y otras funciones inyectivas de subestructuras se llaman a veces inyecciones naturales.
Dado cualquier morfismo entre objetos X e Y, si hay una inyección canónica sobre el dominio {\displaystyle i:A\rightarrow X}, entonces se puede formar la restricción fi de f. En muchos casos, también se puede construir una inclusión canónica sobre el codominio R→Y conocido como el rango de f.

## Aplicaciones de inyecciones canónicas
Las inyecciones canónicas tienden a ser homomorfismos de estructuras algebraicas; así, tales inyecciones canónicas son encajes. Concretamente, dada una subestructura cerrada bajo algunas operaciones, la inyección canónica será un encaje por razones tautológicas, dada la propia definición por restricción de lo que se comprueba. Por ejemplo, para una operación binaria {\displaystyle \star }, con el requisito que
{\displaystyle i(x\star y)=i(x)\star i(y)}
es sencillo comprobar que {\displaystyle \star } es consistentemente computado en la subestructura y en la estructura amplia. El caso de una operación unaria es similar; pero también se debe mirar en operaciones nularia, la cual escoge un elemento constante. Aquí, la clave es que tales constantes deben ser miembros de la subestructura.
Las inyecciones canónicas se presentan en topología algebraica donde A es una retracción fuerte de X, así, producen un isomorfismo entre todos los grupos de homotopía (p.e. es una equivalencia homotópica).
Las inyecciones canónicas en geometría toman diferentes sentidos: por ejemplo encajes de subvariedades. Objetos contravariantes tales como formas diferenciales restringidas a subvariedades, proporcionan un mapeo en la otra dirección. Otro ejemplo, más sofisticado, es el de esquemas afines, por lo que las inclusiones 
Spec(R/I) → Spec(R)
y
Spec(R/I2) → Spec(R)
pueden ser morfismos diferentes, donde R es un anillo conmutativo e I un ideal.